# جامعة حفر الباطن
جامعة حفر الباطن جامعة سعودية حكومية تقع في محافظة حفر الباطن التي تتبع المنطقة الشرقية شرق المملكة العربية السعودية، أنشئت الجامعة بناءً على موجب المرسوم الملكي رقم (20937) وتاريخ 2 جمادى الآخرة 1435 هـ الموافق 3 أبريل 2014 في عهد الملك عبد الله بن عبد العزيز آل سعود.

## التاريخ
انطلقت جامعة حفر الباطن حاملة أثرًا أكاديميًا من مدرستين أكاديمتين عريقتين هما: جامعة الدمام من خلال كليات التربية للبنات في كل من: حفر الباطن، النعيرية، والقرية العليا، والخفجي، والتي كانت جميعها تحت مظلتها، وجامعة الملك فهد للبترول والمعادن من خلال كلية المجتمع والكليات الجامعية للبنين التي تعمل تحت مظلة الجامعة الأم في الظهران، ثم صدر المرسوم الملكي رقم (20937) وتاريخ 1435 هـ الموافق 2014 بدمج فروع الجامعتين لتشكيل جامعة جديدة مستقلة تحمل اسم جامعة حفر الباطن.

## إدارة الجامعة
تضم الجامعة 10 كليات، متوزعة على حفر الباطن وقرية العليا والنعيرية والخفجي، تحتوي الجامعة على 24 تخصصًا، وتضم بين جنباتها 13007 طالبًا، يدرس فيها 600 عضو من هيئة التدريس وحوالي 400 موظف.

## الكليات
تضم جامعة حفر الباطن عشر كليات في حفر الباطن والمدن المجاورة لها، الكليات التالية في محافظة حفر الباطن:
- كلية الهندسة.
- كلية الصيدلة.
- كلية علوم وهندسة الحاسب الآلي.
- كلية إدارة الأعمال.
- كلية المجتمع.
- كلية العلوم الطبية التطبيقية (بنات).
- كلية العلوم والدراسات المساندة.
- كلية التربية.
- كلية الطب البشري.

أما الكليات الواقعة خارج محافظة حفر الباطن:
- كلية العلوم والآداب بالخفجي.
- كلية العلوم والآداب بالقرية العليا.
- كلية العلوم والآداب بالنعيرية.

## رؤساء جامعة حفر الباطن
| الرئيس                            | الفترة                          | المصدر |
| --------------------------------- | ------------------------------- | ------ |
| د. خالد بن باني العوفي الحربي     | 19 نوفمبر 2023م - إلى الآن      | [ 5 ]  |
| صالح بن مفلح آل صقر               | 21 أكتوبر 2020 - 17 سبتمبر 2023 | [ 6 ]  |
| محمد بن عبد الله آل ناجي القحطاني | 1 يونيو 2018م - 20 أكتوبر 2020م |        |
| عبدالعزيز بن عبد الرحمن الصويان   | 23 يونيو 2016م - 1 يونيو 2018م  |        |
| عبدالله بن محمد الربيش            | 6 أبريل 2014م - 22 يونيو 2016م  | [ 7 ]  |